# Francisco Javier García Guerrero
Francisco Javier García Guerrero, conegut futbolísticament com a Javi Guerrero (nascut el 22 d'octubre de 1976 a Madrid), és un exfutbolista professional que jugava com a davanter.